# Leonard Uggla
Leonard Magnus Uggla, född 17 mars 1722 på Södra Dingelvik i Steneby socken, död 16 januari 1794 i Kristinehamn, var en svensk brukspatron.
Leonard Uggla var son till kornetten Fredrik Uggla och Anna Catharina Fahnesköld. Han blev student vid Uppsala universitet 1740. Efter kortvariga befattningar som militär och tjänsteman bestämde han sig för att bli brukspatron och anlade vid mitten av 1740-talet Adolfsfors bruk i Köla socken. 1752 blev han dock tvungen att sälja bruket, varefter han flyttade till egendomen Äng i Visnums härad. Redan två år senare ropade han på auktion in hälften av Billingsfors bruk  i Steneby socken, ett i slutet av 1730-talet anlagt järnbruk, och 1757 blev han ensam ägare av hela bruket. Verkstäderna hade på grund av den föregående ägarens ekonomiska bekymmer vanskötts, men Uggla, som var en av sin tids mest initiativrika bruksmän, trots att han ständigt följdes av penningsvårigheter, lyckades snart rycka upp bruket ur dess förfall. Han byggde bland annat om stålugnen, plåthammarsmedjan, sågen, kolhus och arbetarbostäder samt anlade ett flertal nya verkstäder, bland annat en spiksmedja och ett valsverk. 1764 bildades en särskild bruksförsamling, Billingsfors bruksförsamling, där Uggla 1762–1763 uppfört en kyrka och inrättat en skola. Uggla sålde västra hälften av Billingsfors 1768 till sin blivande svärson, norrmannen Mathias Wærn, och östra hälften 1782 till sina söner Carl Fredrik och Leonard Magnus. Vid sidan av sin verksamhet som brukspatron på Billingsfors anlade Uggla på 1760-talet på det gamla frälsegodset Vättungen i Bäcke socken, några mil söder om Billingsfors, ett mindre järnbruk, Bäckefors bruk, som han även det 1782 sålde till sönerna Carl Fredrik och Leonard Magnus.